# Filiberto Scarpelli
Filiberto Scarpelli (Napoli, 29 giugno 1870 – Roma, 20 agosto 1933) è stato un giornalista, fumettista, disegnatore satirico, umorista e artista d'avanguardia italiano.

## Biografia
Nel febbraio del 1900, insieme con Marchetti, Montani, Tolomei e Yambo, fonda il giornale satirico "Il travaso delle idee" ispirato al foglio omonimo di un filosofo da strada, Tito Livio Cianchettini, il cui motto "Accidenti ai capezzatori!" appare nella testata della nuova rivista.
Lavorò anche come vignettista per "Il Balilla", "Il Popolo d'Italia", "Numero", "Il Pasquino", il "Giornalino della domenica" e "Il Corriere dei Piccoli".
Per la Casa Editrice Imperia realizzò nel 1924 la storia a fumetti Le burle di Furbicchio ai maghi, pubblicata in un albo della collana Raccolta Gaia che viene ritenuto essere il primo albo a fumetti pubblicato in Italia.
Partecipò al movimento futurista: è passata alla storia, in particolare, una celebre serata futurista alla quale egli intervenne al teatro Verdi di Firenze e che finì con due ore di ininterrotto lancio di frutta, ortaggi, uova ed altri generi alimentari contro Marinetti, Papini, Boccioni, Carrà, Soffici, Palazzeschi e lo stesso Scarpelli. Le urla ed i fischi del pubblico, inoltre, impedirono l'ascolto dei discorsi preparati dai "futuristi".
Morì a Roma nel 1933 assassinato a colpi di pistola.
Ha avuto tre figli che hanno seguito le sue orme: Marco, direttore della fotografia, Manlio, sceneggiatore e regista, e Furio, celebre sceneggiatore in coppia con Agenore Incrocci.

## Opere
Tra i suoi libri più famosi sono da ricordare:
- "Guerra senza sangue: tedescume domestico, merce tedesca a buon mercato, sfruttamento tedesco di opere altrui", Bemporad, Firenze 1916
- "Il Paese dell'allegria", Sonzogno, Milano 1925
- "Giornalismo allegro", Sonzogno, Milano 1932